# Chris J. Johnson
Chris James Johnson (Stoneham (Massachusetts), 29 augustus 1977) is een Amerikaans acteur.

## Biografie
Johnson werd geboren in Stoneham (Massachusetts), en doorliep Villanova-universiteit in Radnor Township waar hij afstudeerde in handel en geld. Toen ontdekte hij stand-upcomedy, en besloot de financiële wereld te verlaten voor het theater en acteren. Johnson was vanaf 2007 getrouwd met actrice Amy Laughlin, waar hij nu van gescheiden is. 

## Carrière
Johnson begon in 2002 met acteren in de televisieserie CSI: Crime Scene Investigation, waarna hij nog meerdere rollen speelde in televisieseries en films.

## Filmografie

### Films
Uitgezonderd korte films.
- 2022 The Anthrax Attacks - als Vince Lisi
- 2019 100 Days to Live - als Greg Neese
- 2019 The Husband - als Jared
- 2018 Peppermint - als Mickey
- 2017 Gnaw - als Boyd
- 2017 Game Day - als Victor
- 2017 47 Meters Down - als Javier
- 2015 Runner - als Josh Marks
- 2010 Five Star Day - als Aaron Greenfield
- 2009 Behind Enemy Lines: Colombia - als Steve Gaines
- 2008 The More Things Change... - als Rick Jordon
- 2006 Fifty Pills - als Paul
- 2006 She Said/He Said - als ??
- 2005 xXx: State of the Union - als jonge agent
- 2005 Cursed - als politieagent
- 2004 Straight-Jacket - als Jeff

### Televisieseries
Uitgezonderd eenmalige gastrollen.
- 2024 Emperor of Ocean Park - als erry Nathanson - 2 afl.
- 2022-2023 9-1-1 - als Trey Walsh - 3 afl.
- 2021-2022 4400 - als Bill Greene - 5 afl.
- 2018-2019 The Orville - als Cassius - 5 afl.
- 2016 Chicago Med - als Doug Kline - 2 afl.
- 2014 Chicago Fire - als Harrison - 2 afl.
- 2013-2014 Betrayal - als Drew Stafford - 13 afl.
- 2011 Against the Wall - als Danny Mitchell - 13 afl.
- 2009 The Vampire Diaries - als Logan Fell - 5 afl.
- 2006 South Beach - als Vincent - 8 afl.

- Gemeinsame Normdatei: 1281920428
- International Standard Name Identifier: 0000 0003 6927 5865
- Library of Congress Control Number: no2012057264
- Système universitaire de documentation: 224574450
- Virtual International Authority File: 242346307